# Dolac (Zavidovići, BiH)
Dolac je naseljeno mjesto u općini Zavidovići, Federacija Bosne i Hercegovine, BiH.

## Stanovništvo

### 1991.
Nacionalni sastav stanovništva 1991. godine, bio je sljedeći:
ukupno: 712
- Srbi - 680
- Muslimani - 19
- Hrvati - 1
- Jugoslaveni - 10
- ostali, neopredijeljeni i nepoznato - 2

### 2013.
Nacionalni sastav stanovništva 2013. godine, bio je sljedeći:
ukupno: 160
- Srbi - 103
- Bošnjaci - 42
- Hrvati - 3
- ostali, neopredijeljeni i nepoznato - 12